# Porywcze serce (film 1983)
Porywcze serca (ang. The Hasty Heart) – amerykański telewizyjny melodramat wojenny na podstawie sztuki Johna Patricka z 1983 roku z udziałem Cheryl Ladd w roli pielęgniarki Margaret i nominowanego za rolę Yanka do Złotego Globu Perry'ego Kinga. Film jest remakeem dramatu z 1949 roku z główną rolą Ronalda Reagana.

## Treść
Akcja toczy się w czasie II wojny światowej na Dalekim Wschodzie. Do szpitala wojskowego trafia szkocki żołnierz, który nie zdaje sobie sprawy, że zostało mu zaledwie kilka tygodni życia. Personel i pacjenci okazują nieuleczalnie choremu wiele zrozumienia i cierpliwości. Początkowo nieprzystępny i gburowaty Szkot powoli zmienia się. Oświadcza się nawet pielęgniarce. Przeżywa szok, gdy dowiaduje się prawdy o stanie swojego zdrowia.